# Hans-Joachim Koellreutter
Pour les articles homonymes, voir Koellreutter.
Hans-Joachim Koellreutter (né le 2 septembre 1915 et mort le 13 septembre 2005) était un compositeur, professeur et musicologue brésilien. 

## Biographie
Koellreutter est né à Fribourg en Allemagne et a vécu au Brésil à partir de 1937, où il est devenu l'un des musiciens les plus influents du pays. 
Au Brésil, Koellreuter a enseigné à de nombreux compositeurs de premier plan, notamment Gilberto Mendes, Cláudio Santoro, Antônio Carlos Jobim, Denis Mandarino, Jayme Amatnecks, entre autres. 
Il a apporté la théorie de la musique atonale au Brésil, créant le groupe Musica Viva et gonflant le débat entre les « nationalistes » et les « sérialistes ». 
Alors que le premier groupe croyait à l'utilisation de matériel folklorique pour le développement de leurs compositions, le second pensait que l'approche plus rationnelle de l'école européenne était la voie vers des œuvres vraiment contemporaines. Ce débat a joué un rôle central dans l'évolution esthétique de la musique classique brésilienne tout au long du XXe siècle,.